# Lankesterella ceracifolia
Lankesterella ceracifolia är en orkidéart som först beskrevs av João Barbosa Rodrigues, och fick sitt nu gällande namn av Rudolf Mansfeld. Lankesterella ceracifolia ingår i släktet Lankesterella och familjen orkidéer. Inga underarter finns listade i Catalogue of Life.

## Bildgalleri

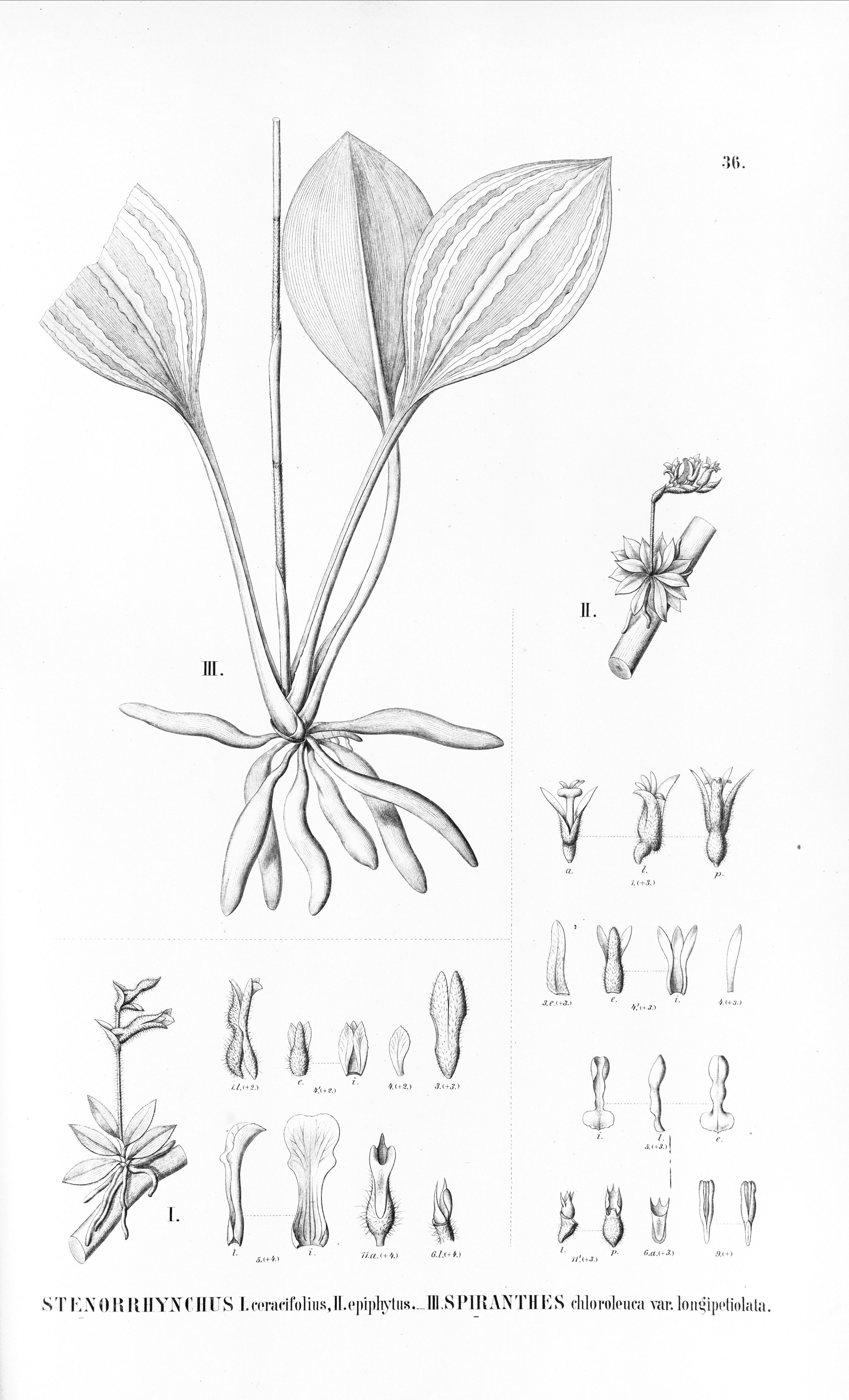